# 克塞尼亚·帕伊钦
克塞尼亚·帕伊钦（1977年12月3日—2010年3月16日）是一名塞尔维亚歌手、舞蹈家和模特，於塞尔维亚和其他前南斯拉夫共和国很受歡迎。有时被称为Xenia或克塞尼亚，她有時以她在舞台上性感的形象而闻名。

## 早期生活
帕伊欽於貝爾格萊德出生，母親是柳比卡、父親是米洛什。她的家人來自利夫諾附近的波斯尼亞古賓村。她是備受爭議的民族主義波斯尼亞塞族歌手巴哈·馬裡·克寧扎 (Baja Mali Knindža) 的表妹。克寧扎去世九個月後，她發行了“Spavaj, kraljice”（睡眠，女王）以紀念她。

### 音樂生涯
帕伊欽的職業生涯始於迪斯可舞廳的舞者。1994年，她在Dragana Mirkovic的歌曲Opojni su zumbuli的音樂錄影帶中擔任伴舞。在此期間，她擔任音樂大亨Minimaks的助理，Minimaks曾是Silvana Armenulić和Lepa Brena等成功明星的經紀人。她有機會加入流行二重唱《Duck》，擔任女聲。Marija Mihajlović實際上為他們的首張專輯演唱歌曲，而Pajčin只是對口型。
作為一名舞者，她在希臘成名，並在許多夜總會表演。帕伊欽後來開始獨唱音樂生涯，雖然她的歌聲並不會令人印象深刻，但她的舞蹈和服裝引起人們的注意。她在貝爾格萊德擁有一家舞蹈工作室，並擔任模特兒。她經常出現在小報上，並以其令人震驚的言論而聞名。她公開討論她的性生活和整形手術。
她最後發行的音樂作品之一是與朋友丹尼爾·阿里巴比奇 (Danije Alibabić) 的二重唱。歌曲《Supica》於2009年7月發行。音樂錄影帶於幾個月後拍攝，並於2010年1月9日發行，即帕伊欽去世前兩個月。阿里巴比奇後來創作了一首名為“Pjesma za Kseniju”（Song For Ksenija）的歌曲，並於2011年發行作為致敬。

### 死亡和後果
2010年1月28日，Ksenija和交往近兩年的男友Filip Kapisoda在一場車禍中受重傷，險些喪命。此事發生在他們死於謀殺、自殺的47天前。2010年3月16日，32歲的Ksenija和她男友的屍體在她位於沃日多瓦茨裡，貝爾格萊德的公寓中被發現。兩人頭部都有槍傷。警方懷疑這是一起謀殺、自殺案，槍手是Kapisoda。幾天前的晚上，Kapisoda闖入Ksenija的公寓，鄰居因此報警舉報這對夫婦。
早期調查報告稱，屍體是歌手的母親發現的，兇殺案中使用的槍是在卡皮索達屍體旁邊發現的。據信，謀殺、自殺的動機是嫉妒。帕伊欽謀殺案的主要調查員博亞娜·蘭科維奇表示，她收到一條簡訊警告，卡皮索達會殺了她。此外，卡皮索達使用的手槍不是他自己的，導致調查人員相信可能有其他人參與其中。
帕伊欽於2010年3月20日被安葬在貝爾格萊德Novo groblje公墓的白色棺材中，即菲利普葬禮的第二天（他們共同的朋友、歌手戈加·塞庫利奇出席了葬禮）。 Goca Trzan、Mira Škorić、Romana Panić、Ana Nikolić、Neda Ukraden、Bora Drljača、Indira Radić、Danijel Alibabić、Darko Kostić、Vanesa Šokčić、Saša Dragić、Marina Tucaković 和 Nadačković 等人出席了她的葬禮。
自下葬以來，她的墳墓已被三度褻瀆。第一次是在2012年4月，被一个身份不明的人破坏。第二次是2012年11月再次被一个身份不明的人破坏，她墓碑上的圖畫被錘子打破。第三次是2013年2月，被一名身份不明的人破坏了她墓碑上的照片，打乱了放在她墳墓上的鮮花，并打碎她墳墓旁邊的燭台。

## 作品

### 录音室专辑
- Duck & Xenia Pajcin: Ljubavni napitak (1996)
- Too Hot to Handle (1997)
- Extreme (2001)
- Sigurna (2004)
- The Best Of Xenia (2006)

### 非专辑单曲
- Veštica (2007)
- Pizza (2008)
- Hajde sestro (2008) duet with Indira Radić
- Brka (2009)
- Farsa (2009)
- Supica (2009) duet with Danijel Alibabić
- Požuri (2009) duet with MC Stojan

1. ↑  . Myspace.   [2024-04-01]. （原始内容存档于2023-12-04）.
2. ↑  . https://svet-scandal.rs/.   [2024-04-01]. （原始内容存档于2023-05-25） （美国英语）.
3. ↑  . Press. 16 March 2014  [11 January 2015]. （原始内容存档于2015-01-22）.
4. ↑  . www.kupindo.com.   [2024-04-01]. （原始内容存档于2024-06-24）.
5. ↑  . Vesti online.   [2024-04-01]. （原始内容存档于2024-04-01） （英语）.
6. ↑  . YouTube. 29 December 2011  [17 March 2013].Template:Dead Youtube links
7. ↑  V.M.-E.B. . Blic.rs. 2015-11-29  [2024-04-01]. （原始内容存档于2024-04-01） （塞尔维亚语）.
8. ↑  . Dnevnik.hr.   [2024-04-01]. （原始内容存档于2024-04-01） （克罗地亚语）.
9. ↑  . pulsonline. 27 April 2012  [7 December 2012]. （原始内容存档于26 June 2012）.
10. ↑  . pulsonline. 16 November 2012  [7 December 2012]. （原始内容存档于2016-03-04）.
11. ↑  . alo. 21 February 2013  [17 March 2013]. （原始内容存档于2013-11-13）.